# Argun-chan

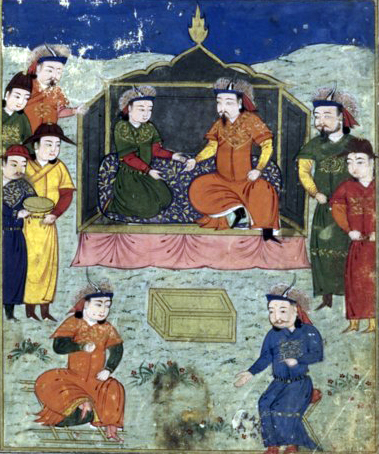
Argun-chan i Ahmed Tokuder.

Argun-chan (ur. ok. 1258, zm. 7 marca 1291) – władca z dynastii Ilchanidów, panujący w latach 1284–1291. 
Był synem Abaki. Zz wiedzą Kubiłaja stanął na czele rewolty w Chorasanie, gdzie sprawował urząd wielkorządcy. Była ona skierowana przeciwko Ahmedowi Tokudarowi (1282–1284). Dowódcy mongolscy nie byli zadowoleni z przyjęcia islamu przez nowego władcę. Argun z początku poniósł klęskę. Jednak już w dniu 10 sierpnia 1284 Ahmad, którego opuścili wszyscy dowódcy mongolscy, został zamordowany w wyniku spisku pałacowego.
Argun podobnie jak jego ojciec był religijnym eklektykiem. Najbardziej pociągał go buddyzm. Stanowisko wezyra powierzył Żydowi – Sad ad-Dauli. Jego najbliższym przyjacielem był katolikos nestoriański – Jabalaha III. Wywierał on wielki wpływ na Arguna.
Ilchan pragnął odebrać muzułmanom chrześcijańskie miejsca święte, ale nieustannie powtarzał, że nie podejmie się tego zadania, jeżeli władcy chrześcijańscy nie okażą mu pomocy. W 1285 roku Argun napisał do papieża Honoriusza IV list z propozycją podjęcia wspólnie z chrześcijanami akcji zbrojnej. Nie otrzymał żadnej odpowiedzi. Dwa lata później wysłał poselstwo na Zachód. Jego efekty nie były zadowalające. Próby zawarcia sojuszu Mongołów z Persji z chrześcijanami okazały się nieudane.
Sad ad-Daula jako wezyr dążył do uporządkowania spraw finansowych, jednak przez uparte pilnowanie dochodów państwa oraz obsadzanie najważniejszych stanowisk swoimi współbraćmi naraził się zarówno koczowniczej arystokracji, jak i muzułmanom. Oskarżany o to że chce prześladować muzułmanów, a nawet zdobyć Mekkę i zbezcześcić Kaabę został zamordowany w roku 1291.
Znaczącym wydarzeniem za panowania Arguna był wybuch w roku 1289 rebelii Nauruza, syna mongolskiego wicekróla na wschodnich terenach ilchanatu, której nie udało się stłumić. Nauruz reprezentował zarówno feudałów, którzy nie zgadzali się z próbami centralizacji władzy, jak i opcję promuzułmańską, opowiadającą się za porozumieniem z wyższymi muzułmańskimi warstwami.
Argun zmarł po ciężkiej chorobie (nie wykluczano otrucia). Wieść o śmierci Arguna nie dotarła na czas do jego najstarszego syna, Mahmuda Ghazana, który był zajęty walkami z Nauruzem na wschodzie. Ilchanem został drugi syn Arguna, Gajchatu (1291–1295).